# Eau de parfum (RMX)
Eau de parfum (RMX) è un singolo dei rapper italiani Zoda e Dis, pubblicato il 6 dicembre 2019.

## Descrizione
Il brano che vanta la produzione di mr.wave e di Roman Meister, è un remix della omonima canzone di Dis, pubblicata l'anno precedente.

## Tracce
1. Eau de parfum (RMX) – 3:40